# 舒亞河 (科斯特羅馬州)
舒亞河是俄羅斯的河流，位於科斯特羅馬州，屬於伏爾加河流域涅姆達河的左支流，河道全長170公里，流域面積1,700平方公里，河道在11月至4月結冰。